# Owen Davidson
Owen Davidson (Melbourne, Austràlia, 4 d'octubre de 1943 − Conroe, Estats Units, 12 de maig de 2023) va ser un tennista australià actiu durant les dècades 1960 i 1970.
En el seu palmarès destaquen els seus resultats en la modalitat de dobles mixts, on va completar el Grand Slam pur l'any 1967 guanyant tots quatre títols de Grand Slam junt a Lesley Turner Bowrey i Billie Jean King. Va guanyar un total d'onze títols de Grand Slam en dobles mixts i dos més en dobles masculins. Va formar part de l'equip australià de Copa Davis en diverses ocasions.
Va ser inclòs a l'International Tennis Hall of Fame l'any 2010 i també a l'Australian Tennis Hall of Fame el 2011.
Davidson va esdevenir el primer tennista en guanyar un partit de l'Era Open en derrotar John Clifton en primera ronda del torneig de Bournemouth a l'abril de 1968.

## Torneigs de Grand Slam

### Dobles masculins: 6 (2−4)
| Resultat  | Núm. | Any  | Campionat                | Parella       | Oponents                    | Marcador                |
| --------- | ---- | ---- | ------------------------ | ------------- | --------------------------- | ----------------------- |
| Finalista | 1.   | 1966 | Wimbledon Championships  | Bill Bowrey   | Ken Fletcher John Newcombe  | 3−6, 4−6, 6−3, 3−6      |
| Finalista | 2.   | 1967 | Australian Championships | Bill Bowrey   | John Newcombe Tony Roche    | 6−3, 3−6, 5−7, 8−6, 6−8 |
| Finalista | 3.   | 1967 | US Championships         | Bill Bowrey   | John Newcombe Tony Roche    | 8−6, 7−9, 3−6, 3−6      |
| Guanyador | 1.   | 1972 | Australian Open          | Ken Rosewall  | Ross Case Geoff Masters     | 3−6, 7−6, 6−3           |
| Finalista | 4.   | 1972 | US Open (2)              | John Newcombe | Cliff Drysdale Roger Taylor | 4−6, 6−7, 3−6           |
| Guanyador | 2.   | 1973 | US Open                  | John Newcombe | Rod Laver Ken Rosewall      | 7−5, 2−6, 7−5, 7−5      |

### Dobles mixts: 12 (11−1)
| Resultat   | Núm. | Any  | Torneig                      | Parella              | Oponents                           | Marcador                            |
| ---------- | ---- | ---- | ---------------------------- | -------------------- | ---------------------------------- | ----------------------------------- |
| Guanyador  | 1.   | 1965 | Australian Championships     | Robyn Ebbern         | Margaret Smith John Newcombe       | Títol compartit, final no disputada |
| Guanyador  | 2.   | 1966 | U.S. Championships           | Donna Floyd Fales    | Carol Hanks Aucamp Ed Rubinoff     | 6−1, 6−3                            |
| Guanyador  | 3.   | 1967 | Australian Championships (2) | Lesley Turner Bowrey | Judy Tegart Dalton Tony Roche      | 9−7, 6−4                            |
| Guanyador  | 4.   | 1967 | Roland Garros                | Billie Jean King     | Ann Haydon Jones Ion Țiriac        | 6−3, 6−1                            |
| Guanyador  | 5.   | 1967 | Wimbledon                    | Billie Jean King     | Maria Bueno Ken Fletcher           | 7−5, 6−2                            |
| Guanyador  | 6.   | 1967 | U.S. Championships           | Billie Jean King (2) | Rosemary Casals Stan Smith         | 6−3, 6−2                            |
| Finalista  | 1.   | 1968 | Roland Garros                | Billie Jean King     | Françoise Durr Jean Claude Barclay | 1−6, 4−6                            |
| Guanyador  | 7.   | 1971 | Wimbledon (2)                | Billie Jean King     | Margaret Court Marty Riessen       | 3−6, 6−2, 15−13                     |
| Guanyadora | 8.   | 1971 | US Open (3)                  | Billie Jean King     | Rob Maud Betty Stöve               | 6−3, 7−5                            |
| Guanyadora | 9.   | 1973 | Wimbledon (3)                | Billie Jean King     | Janet Newberry Raúl Ramírez        | 6−3, 6−2                            |
| Guanyadora | 10.  | 1973 | US Open (4)                  | Billie Jean King     | Margaret Court Marty Riessen       | 6−3, 3−6, 7−6                       |
| Guanyadora | 11.  | 1974 | Wimbledon (4)                | Billie Jean King     | Lesley Charles Mark Farrell        | 6−3, 9−7                            |

## Trajectòria

### Individual
| Australian Championships                                                                                                  | QF | QF | QF | QF | 4R | QF | A  | A  | A  | 2R | 2R | A  | A  | 0 / 8  | 25 − 8  |
| Internationaux de France                                                                                                  | 2R | 4R | 2R | 1R | 2R | QF | A  | A  | A  | A  | A  | A  | A  | 0 / 6  | 10 − 6  |
| Wimbledon | 3R | 3R | A  | 1R | SF | 2R | 1R | 2R | 3R | 3R | A  | 3R | 1R | 0 / 11 | 17 − 11 |
| US Championships | A  | 3R | 3R | A  | QF | QF | A  | 2R | 1R | 2R | 2R | 2R | 2R | 0 / 10 | 17 − 10 |
| Llegenda: G: Guanyador; F: Finalista; SF: Semifinalista; QF: Quarts de final; Q: Qualificació; A: Absent; RR: Round Robin |    |    |    |    |    |    |    |    |    |    |    |    |    |        |         |

### Dobles masculins
| Open d'Austràlia | A  | A  | A  | QF | G | A  | A  | A | A | A | A | A  | A  | 1 / 2 | 9 − 1  |
| Internationaux de France                                                                                                  | QF | A  | A  | A  | A | A  | A  | A | A | A | A | A  | A  | 0 / 1 | 3 − 1  |
| Wimbledon | 2R | 2R | 3R | QF | A | 2R | 2R | A | A | A | A | 3R | 1R | 0 / 8 | 11 − 8 |
| US Open | A  | 3R | QF | A  | F | G  | 2R | A | A | A | A | A  | 2R | 1 / 6 | 18 − 5 |
| Llegenda: G: Guanyador; F: Finalista; SF: Semifinalista; QF: Quarts de final; Q: Qualificació; A: Absent; RR: Round Robin |    |    |    |    |   |    |    |   |   |   |   |    |    |       |        |

### Dobles mixts
| Australian Championships                                                                                                  | 2R | SF | F | QF | G | A  | A  | A  | A | A  | A | A  | A | A | A | A | A  | A  | A | A  | A  | A  | A  | A  | A  | 1 / 5  | 15 − 4  |
| Internationaux de France                                                                                                  | A  | A  | A | A  | A | F  | A  | A  | A | A  | A | A  | A | A | A | A | A  | A  | A | A  | A  | A  | A  | 1R | A  | 0 / 2  | 4 − 2   |
| Wimbledon | A  | A  | A | A  | A | SF | QF | 2R | G | A  | G | G  | A | A | A | A | 2R | 1R | A | 3R | 2R | 1R | 1R | 1R | 2R | 3 / 14 | 31 − 11 |
| US Open | A  | A  | A | A  | A | A  | A  | QF | G | SF | G | SF | A | A | A | A | A  | A  | A | 2R | A  | 1R | A  | 2R | A  | 2 / 8  | 23 − 6  |
| Llegenda: G: Guanyador; F: Finalista; SF: Semifinalista; QF: Quarts de final; Q: Qualificació; A: Absent; RR: Round Robin |    |    |   |    |   |    |    |    |   |    |   |    |   |   |   |   |    |    |   |    |    |    |    |    |    |        |         |